# Battaglia di Adramittio (1334)
La battaglia di Adramittio avvenne nell'autunno del 1334 tra le flotte della lega navale cristiana, guidata dalla Repubblica di Venezia e dai Cavalieri Ospitalieri contro il beycato turco di Karasi. La battaglia risultò in una vittoria cristiana.

## Antefatti
Fin dal 1327 Venezia spingeva per la formazione di una lega in chiave antiturca comprendente Bisanzio, i Cavalieri Ospedalieri e il signore di Chio.
I partecipanti alla sacra alleanza si accordarono per mettere insieme una flotta di 40 galee. Tali navi vennero fornite nel seguente modo 10 navi ciascuna furono fornite da Venezia e dagli Ospitalieri, sei ciascuna dai Bizantini e da Cipro. Le rimanenti otto vennero fornite dal Papa e dal Re di Francia. La flotta si radunò presso la roccaforte veneziana di Negroponte. I bizantini non inviarono subito le navi, per cui la flotta della Lega che salpò nel 1334 comprendeva 34 galee.
La flotta veneziana iniziò da subito le operazioni nell'inverno 1333/1334, attaccando le flotte turche dei Beycati Umur di Aydin e Sulimano di Sarukhan al largo della Morea. Essi attaccarono anche la flotta del pirata slavo Zassis.

## Battaglia

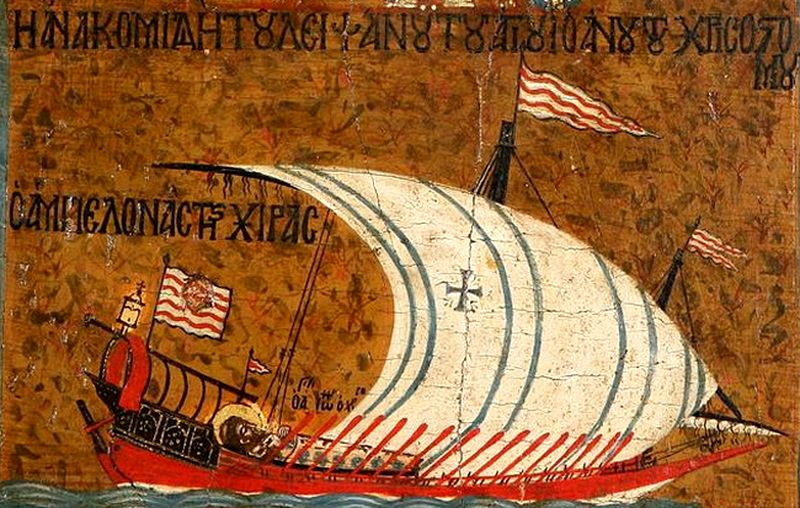
Dipinto del XIV secolo di una galera leggera, da un'icona ora al Museo bizantino e cristiano di Atene

Le navi franco-papali si unirono alla flotta nell'estate del 1334 ed insieme procedettero a razziare le coste occidentali dell'Anatolia, appartenenti ai beycati di Aydin, Karasi e Sarukhan.
In autunno, la flotta della Lega si scontrò contro la flotta del beycato KarasidYakhshi che venne distrutta dai Crociati. Secondo una lettera gravemente danneggiata di Marino Sanudo Torsello, i combattimenti ebbero luogo l'8, l'11, il 14 e il 17 settembre, quando il genero di Yakhshi fu ucciso, secondo altre fonti, 150-200 navi furono distrutte e 5 000 turchi furono uccisi.

## Conseguenze
La flotta cristiana successivamente razziò le coste dell'Asia Minore incluso Smirne.
Nonostante la sconfitta le incursioni turche ripresero poco dopo. Il re Ugo IV di Cipro ottenne altre due vittorie, di cui non si conoscono i dettagli, nel 1336-37 i piani per uno sbarco in Asia Minore in preparazione di una crociata dovettero essere accantonati a causa del rinnovato conflitto tra Inghilterra e Francia con la guerra dei 100 anni, poiché il re Filippo VI di Francia dirottò la flotta crociata verso la Manica. Fu solo nel 1342 che si formò una nuova lega e fu lanciata la Crociata di Smirne.